# Allegheny County
Das Allegheny County ist ein County im US-Bundesstaat Pennsylvania. Das U.S. Census Bureau hat bei der Volkszählung 2020 eine Einwohnerzahl von 1.250.578 ermittelt. Der Verwaltungssitz (County Seat) ist Pittsburgh.
Das Allegheny County bildet den Kern der Metropolregion Pittsburgh.

## Geographie
Das County liegt im Südwesten von Pennsylvania inmitten des Ballungsgebietes um die Stadt Pittsburgh am Zusammenfluss von Monongahela River und Allegheny River zum Ohio River. Es hat eine Fläche von 1929 km², wovon 38 km² Wasserfläche sind. An das Allegheny County grenzen folgende Countys:
| Beaver County     | Butler County                               | Armstrong County    |
|                   | Kompassrose, die auf Nachbargemeinden zeigt | Westmoreland County |
| Washington County |                                             |                     |

## Geschichte
Das County wurde am 24. September 1788 aus ehemaligen Teilen des Washington und des Westmoreland County gebildet. Benannt wurde es nach dem Allegheny River.
Elf Orte im County haben den Status einer National Historic Landmark. 231 Bauwerke und Stätten des Countys sind im National Register of Historic Places (NRHP) eingetragen (Stand 18. Juli 2018).

## Demografische Daten

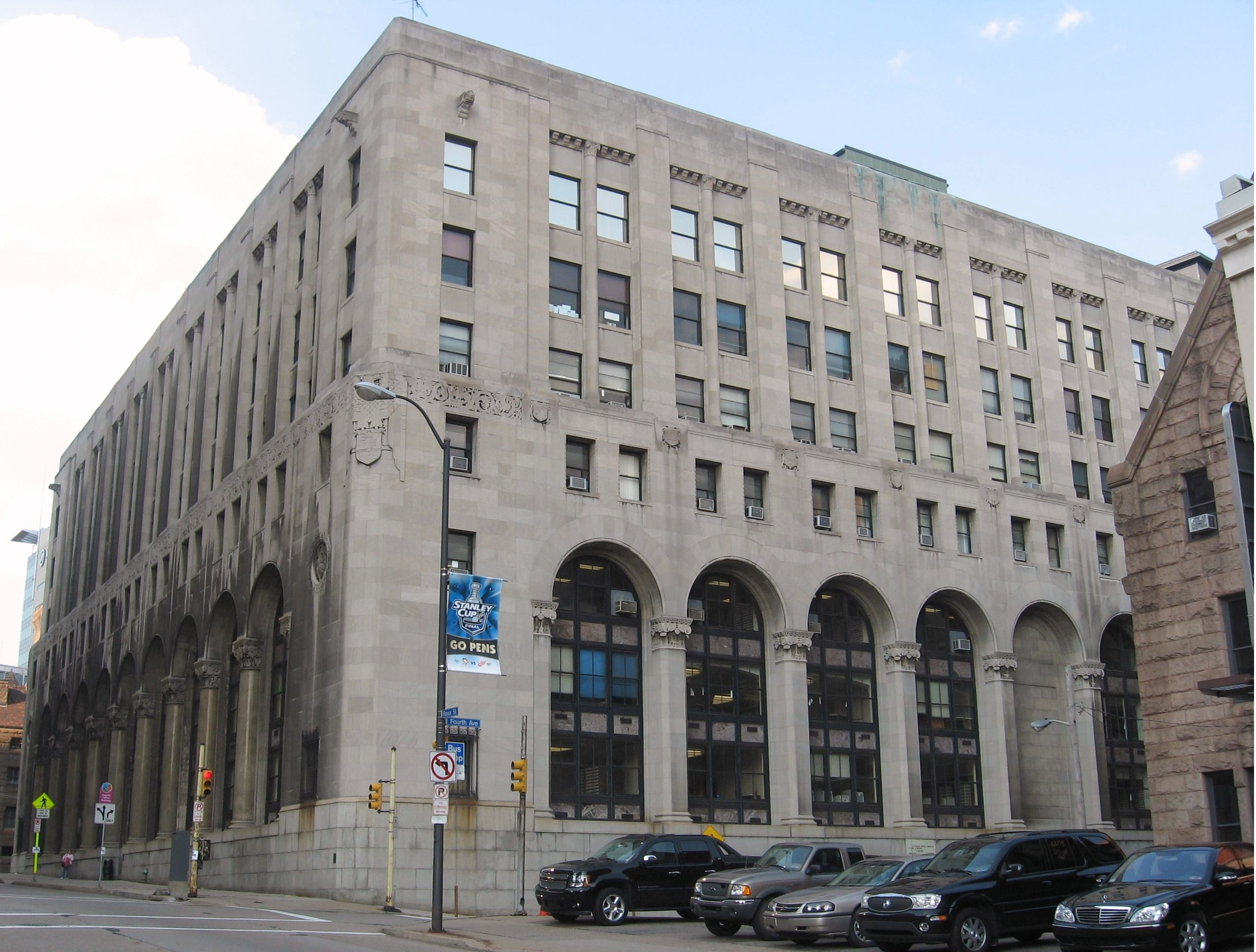
Das Allegheny County Office Building in Pittsburgh

Nach der Volkszählung im Jahr 2010 lebten im Allegheny County 1.223.348 Menschen in 524.584 Haushalten. Die Bevölkerungsdichte betrug 646,9 Einwohner pro Quadratkilometer.
Ethnisch betrachtet setzte sich die Bevölkerung zusammen aus 81,5 Prozent Weißen, 13,2 Prozent Afroamerikanern, 0,1 Prozent amerikanischen Ureinwohnern, 2,8 Prozent Asiaten sowie aus anderen ethnischen Gruppen; 1,8 Prozent stammten von zwei oder mehr Ethnien ab. Unabhängig von der ethnischen Zugehörigkeit waren 1,6 Prozent der Bevölkerung spanischer oder lateinamerikanischer Abstammung.
In den 524.584 Haushalten lebten statistisch je 2,26 Personen.
19,8 Prozent der Bevölkerung waren unter 18 Jahre alt, 63,4 Prozent waren zwischen 18 und 64 und 16,8 Prozent waren 65 Jahre oder älter. 52,1 Prozent der Bevölkerung war weiblich.
Das jährliche Durchschnittseinkommen eines Haushalts lag bei 46.212 USD. Das Prokopfeinkommen betrug 28.825 USD. 13,0 Prozent der Einwohner lebten unterhalb der Armutsgrenze.

## Städte und Gemeinden

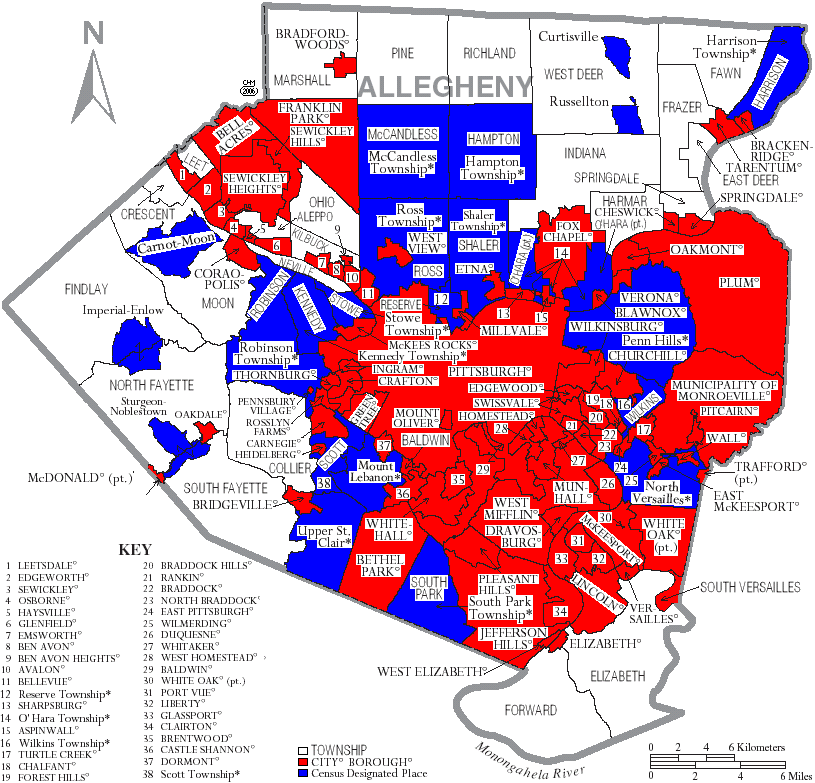
Karte des Allegheny County

Citys
- Clairton
- Duquesne
- McKeesport
- Pittsburgh

Boroughs
- Aspinwall
- Avalon
- Baldwin
- Bell Acres
- Bellevue
- Ben Avon
- Ben Avon Heights
- Bethel Park
- Blawnox
- Brackenridge
- Braddock
- Braddock Hills
- Bradford Woods
- Brentwood
- Bridgeville
- Carnegie
- Castle Shannon
- Chalfant
- Cheswick
- Churchill
- Coraopolis
- Crafton
- Dormont
- Dravosburg
- East McKeesport
- East Pittsburgh
- Edgewood
- Edgeworth
- Elizabeth
- Emsworth
- Etna
- Forest Hills
- Fox Chapel
- Franklin Park
- Glassport
- Glen Osborne
- Glenfield
- Green Tree
- Haysville
- Heidelberg
- Homestead
- Ingram
- Jefferson Hills
- Leetsdale
- Liberty
- Lincoln
- McDonald  1
- McKees Rocks
- Millvale
- Monroeville
- Mount Oliver
- Munhall
- North Braddock
- Oakdale
- Oakmont
- Pennsbury Village
- Pitcairn
- Pleasant Hills
- Plum
- Port Vue
- Rankin
- Rosslyn Farms
- Sewickley
- Sewickley Heights
- Sewickley Hills
- Sharpsburg
- Springdale
- Swissvale
- Tarentum
- Thornburg
- Trafford  2
- Turtle Creek
- Verona
- Versailles
- Wall
- West Elizabeth
- West Homestead
- West Mifflin
- West View
- Whitaker
- White Oak
- Whitehall
- Wilkinsburg
- Wilmerding

Census-designated places (CDP)
- Allison Park
- Bairdford
- Bakerstown
- Carnot-Moon
- Clinton
- Curtisville
- Enlow
- Gibsonia
- Glenshaw
- Harwick
- Imperial
- Noblestown
- Rennerdale
- Russellton
- Sturgeon

Unincorporated Communitys
- Acmetonia
- Blackridge
- Blanchard
- Broughton
- Bruceton
- Buena Vista
- Creighton
- Dorseyville
- Elfinwild
- Harmarville
- Hickory Heights
- Karns
- Keown Station
- Natrona
- Natrona Heights
- Warrendale
- Wexford
- Wildwood

## Townships
- Aleppo Township
- Baldwin Township
- Collier Township
- Crescent Township
- East Deer Township
- Elizabeth Township
- Fawn Township
- Findlay Township
- Forward Township
- Frazer Township
- Hampton Township
- Harmar Township
- Indiana Township
- Kennedy Township
- Kilbuck Township
- Leet Township
- Marshall Township
- Moon Township
- Mount Lebanon Township
- Neville Township
- North Fayette Township
- North Versailles Township
- O’Hara Township
- Ohio Township
- Penn Hills Township
- Pine Township
- Reserve Township
- Richland Township
- Robinson Township
- Ross Township
- South Fayette Township
- South Park Township
- South Versailles Township
- Scott Township
- Shaler Township
- Springdale Township
- Stowe Township
- Upper St. Clair Township
- West Deer Township
- Wilkins Township

## In der Kultur
Die Handlung des preisgekrönten Spielfilms Die durch die Hölle gehen spielt im Bergarbeitermilieu der Provinzstadt Clairton, Allegheny County.

## Persönlichkeiten
- Richard Edwin Hoover, Ophthalmologe, entwickelte den Hoover-Cane  und standardisierte das Orientierungs- und Mobilitätstraining – die alltägliche Handhabung des Stockes durch Menschen, die blind sind und mit diesem selbständig mobil sein wollen.